# 10421 Dalmatin
10421 Dalmatin este un asteroid din centura principală de asteroizi.

## Descriere
10421 Dalmatin este un asteroid din centura principală de asteroizi. A fost descoperit pe 9 ianuarie 1999 la Visnjan de Korado Korlević. El prezintă o orbită caracterizată de o semiaxă mare de 2,42 ua, o excentricitate de 0,22 și o înclinație de 1,5° în raport cu ecliptica.